# Мои родные
«Мои́ родны́е» — десятый студийный альбом российской певицы Юты, выпущенный 11 октября 2016 года. Синглы «Мама», «За Россию» и «О нём» достигли в чарте Tophit 29, 127 и 34 мест соответственно. По версии портала KM.RU пластинка вошла в десятку лучших отечественных музыкальных альбомов 2016 года.

## Рецензии
По мнению Гуру Кена альбом представляет смесь русского шансона в сочетании с народными композициями в поп-аранжировке. Критик положительно оценил лирические песни в исполнении Юты, отметив что пластинка искрится изящными мелодиями и проникновенными исповедальными интонациями. 

## Список композиций
Все тексты и музыка написаны Ютой, если не указано иное
| №                   | Название                                                       | Длительность |
| ------------------- | -------------------------------------------------------------- | ------------ |
| 1.                  | «О нём»                                                        | 3:41         |
| 2.                  | «Прости меня»                                                  | 3:39         |
| 3.                  | «Роль»                                                         | 3:18         |
| 4.                  | «Зимушка»                                                      | 3:41         |
| 5.                  | «Мама»                                                         | 3:41         |
| 6.                  | «Здравствуйте люди!»                                           | 2:42         |
| 7.                  | «За Россию»                                                    | 3:13         |
| 8.                  | «Льдинка» (текст — Евгений Муравьёв, музыка — Сергей Войтенко) | 3:32         |
| 9.                  | «Невернувшийся солдат»                                         | 3:12         |
| 10.                 | «Папа»                                                         | 3:18         |
| Общая длительность: | Общая длительность:                                            | 32:57        |

| №   | Название                            | Длительность |
| --- | ----------------------------------- | ------------ |
| 11. | «О нём» (Sasha Dith Official Remix) | 3:33         |
| 12. | «Любимый мой» (live)                | 3:27         |
| 13. | «Мама» (live)                       | 4:13         |

## Участники записи
- Юта — автор песен, вокал
- Сергей Шанглеров — гитара
- Алексей Лебедев, Ринат Насыров — бас-гитара
- Ринат Насыров — баян
- Наталья Павлова, Аида Слезовская — бэк-вокал

- аранжировка — Алексей Пономарёв (дорожки 1, 2, 4, 6, 7, 10), Владимир Вакаренко (дорожки 3, 5, 9), Эдуард Скороходов (дорожка 8)
- Запись, сведение, мастеринг — студия «FishSound»
- Бонус-треки:
  - дорожка 1: аранжировка, микс, мастеринг — Sasha Dith
  - дорожки 2, 3: Ринат Насыров — бас-гитара, Владимир Жарко — барабаны, Дмитрий Варшавчик — гитара, Вадим Назаров — клавишные, Дмитрий Куликов — запись и сведение. Записи с московского концерта в клубе Yota Space 12 мая 2016 года.